# ColoQuick Cycling
 Ikke at forveksle med Team Designa Køkken-Blue Water.
ColoQuick Cycling er et dansk cykelhold fra Nr. Søby ved Skive. Det blev etableret i 2011 som et U23-hold, og har fra 2012 været registreret som et UCI kontinentalhold. 

## Historie
Holdet blev etableret i 2011 med Nr. Søby Cykelklub som moderklub og Designa Køkken og byggefirmaet Knudsgaard som navnesponsorer. Fra starten var der et U23-hold og et juniorhold. Fra 2012-sæsonen rykkede holdet op som et UCI kontinentalhold, og holdet var nu ikke længere et rent U23-hold. Holdets juniorprogram lukkede ved udgangen af 2013.
Fra 2015 gik virksomheden Calvex fra Skive ind i holdets organisation, ligesom de tegnede et treårigt navne sponsorat. Det var virksomhedens produkt ColoQuick der fremover skulle pryde holdets trøjer og det nye navn. Med undtagelse af 2016 og 2017, hvor Cult var medsponsor, har holdet siden 2015 heddet ColoQuick. 

## Holdet

### 2025
| Trup 2025                    | Trup 2025          | Trup 2025                                     | Trup 2025 |
| Rytter                       | Fødselsdag         | Seneste hold                                  |           |
| ---------------------------- | ------------------ | --------------------------------------------- | --------- |
| Malte Hellerup               | 7. april 2004      | Aalborg-Sparekassen Danmark (2024)            |           |
| Tobias Aagaard Hansen        | 10. marts 2002     | BHS-PL Beton Bornholm (2024)                  |           |
| Tore Troelsen                | 17. juni 2005      | CeramicSpeed Herning CK Junior (2023)         |           |
| Anders Vos Sørensen          | 11. marts 2004     | Team Mascot Workwear (2022)                   |           |
| Mads Bertram Kristensen      | 4. april 2006      | CeramicSpeed Herning CK Junior (2024)         |           |
| Tobias Svarre                | 19. juli 2004      | Team NPV-Carl Ras Roskilde Junior (2022)      |           |
| Emil Toudal                  | 28. maj 1996       | BHS-PL Beton Bornholm (2022)                  |           |
| Magnus Lorents Nielsen       | 23. november 2003  | Team Sparekassen Danmark Aalborg (2022)       |           |
| Otto Schultz Jølving         | 25. september 2006 | Team Mascot Workwear (2024)                   |           |
| Adam Holm Jørgensen          | 1. september 2002  | Hagens Berman Jayco (2024)                    |           |
| Joshua Gudnitz               | 19. august 2001    | BHS-PL Beton Bornholm (2021)                  |           |
| Morten Nørtoft               | 5. september 2002  | Team Visma \| Lease a Bike Development (2024) |           |
| Conrad Haugsted              | 13. januar 2005    | Team NPV-Carl Ras Roskilde Junior (2023)      |           |
| Aksel Bech Skot-Hansen       | 11. juni 2000      | JS.dk (2023)                                  |           |
| Nikolaj Ankerstjerne Klausen | 21. november 2006  | Team Uno-X-Carl Ras Roskilde Junior (2024)    |           |
|                              |                    |                                               |           |
| Kilde: ProCyclingStats       |                    |                                               |           |

#### Sejre
| Sejre | Sejre | Sejre  | Sejre  | Sejre | Sejre |
| Dato  | Løb   | Klasse | Vinder |       |       |
| ----- | ----- | ------ | ------ | ----- | ----- |

### 2024
| Trup 2024                                     | Trup 2024         | Trup 2024                                | Trup 2024 |
| Rytter                                        | Fødselsdag        | Seneste hold                             |           |
| --------------------------------------------- | ----------------- | ---------------------------------------- | --------- |
| Simon Bak                                     | 12. februar 2000  | Cykling Odense (2021)                    |           |
| Kevin Biehl                                   | 8. januar 2004    | Aalborg-Sparekassen Danmark (2023)       |           |
| Joshua Gudnitz                                | 19. august 2001   | BHS-PL Beton Bornholm (2021)             |           |
| Conrad Haugsted                               | 13. januar 2005   | Team NPV-Carl Ras Roskilde Junior (2023) |           |
| Nikolaj Mengel                                | 9. marts 2002     | BHS-PL Beton Bornholm (2023)             |           |
| Pelle Køster                                  | 25. april 2003    | CO:PLAY-Giant Store (2023)               |           |
| Frederik Muff                                 | 2. august 1993    | BHS-PL Beton Bornholm (2020)             |           |
| Magnus Lorents Nielsen                        | 23. november 2003 | Team Sparekassen Danmark Aalborg (2022)  |           |
| Aksel Bech Skot-Hansen                        | 11. juni 2000     | JS.dk (2023)                             |           |
| Tobias Svarre                                 | 19. juli 2004     | Team NPV-Carl Ras Roskilde Junior (2022) |           |
| Anders Vos Sørensen                           | 11. marts 2004    | Team Mascot Workwear (2022)              |           |
| Emil Toudal                                   | 28. maj 1996      | BHS-PL Beton Bornholm (2022)             |           |
| Tore Troelsen                                 | 17. juni 2005     | CeramicSpeed Herning CK Junior (2023)    |           |
| Peter Øxenberg Hansen                         | 23. oktober 2005  | Vifra Kvickly Odder Junior (2023)        |           |
| Malte Hellerup (15. aug.–31. dec., stagiaire) | 7. april 2004     | Aalborg-Sparekassen Danmark (2024)       |           |
|                                               |                   |                                          |           |
| Kilde: ProCyclingStats                        |                   |                                          |           |

#### Sejre
| 1. apr.  | 3 Dage i Nord - Campione Cup, 3. etape              | DCU licensløb | Emil Toudal     |
| 14. apr. | Tour du Loir-et-Cher, Samlede stilling              | 2.2           | Emil Toudal     |
| 21. apr. | State Energy Race                                   | DCU licensløb | Conrad Haugsted |
| 21. apr. | Vejle Løbet                                         | DCU licensløb | Simon Bak       |
| 11. maj  | Danske mesterskab i landevejscykling for U23 herrer | NC            | Pelle Køster    |
| 8. sep.  | Bording Cup, 4. etape                               | DCU licensløb | Nikolaj Mengel  |

### 2023
| Trup 2023                         | Trup 2023         | Trup 2023                                | Trup 2023 |
| Rytter                            | Fødselsdag        | Seneste hold                             |           |
| --------------------------------- | ----------------- | ---------------------------------------- | --------- |
| Mads Andersen                     | 27. november 2000 | Herning CK Elite (2020)                  |           |
| Simon Bak                         | 12. februar 2000  | Cykling Odense (2021)                    |           |
| Victor Grue Enggaard              | 16. juni 2001     | CO:PLAY-Giant Store (2022)               |           |
| Joshua Gudnitz (1. jan.–31. jul.) | 19. august 2001   | BHS-PL Beton Bornholm (2021)             |           |
| Frederik Muff                     | 2. august 1993    | BHS-PL Beton Bornholm (2020)             |           |
| Magnus Lorents Nielsen            | 23. november 2003 | Team Sparekassen Danmark Aalborg (2022)  |           |
| Sebastian Nielsen                 | 27. august 2000   | Restaurant Suri-Carl Ras (2022)          |           |
| Henrik Breiner Pedersen           | 3. december 2004  | Team NPV-Carl Ras Roskilde Junior (2022) |           |
| Nicklas Amdi Pedersen             | 3. august 1993    | Bache-JS.dk (2022)                       |           |
| Tobias Svarre                     | 19. juli 2004     | Team NPV-Carl Ras Roskilde Junior (2022) |           |
| Oliver Søndergaard                | 19. juni 2003     | Team Mascot Workwear (2021)              |           |
| Anders Vos Sørensen               | 11. marts 2004    | Team Mascot Workwear (2022)              |           |
| Frederik Bjørn Sørensen           | 18. maj 2003      | Team NPV-Carl Ras Roskilde Junior (2021) |           |
| Emil Toudal                       | 28. maj 1996      | BHS-PL Beton Bornholm (2022)             |           |
|                                   |                   |                                          |           |
| Kilde: ProCyclingStats            |                   |                                          |           |

#### Sejre
| 1. apr.  | #HurtigJoakimLøbet           | DCU licensløb | Joshua Gudnitz    |
| 2. apr.  | Meldgaardløbet               | DCU licensløb | Tobias Svarre     |
| 10. apr. | 3 Dage i Nord - Campione Cup | DCU licensløb | Joshua Gudnitz    |
| 1. maj   | Eschborn-Frankfurt U23       | 1.2U          | Joshua Gudnitz    |
| 10. sep. | Demin Cup, 4. etape          | DCU licensløb | Sebastian Nielsen |

### 2022
| Trup 2022                                   | Trup 2022          | Trup 2022                                | Trup 2022 |
| Rytter                                      | Fødselsdag         | Seneste hold                             |           |
| ------------------------------------------- | ------------------ | ---------------------------------------- | --------- |
| Jeppe Aaskov Pallesen                       | 17. juli 1997      | Team OK Kvickly Odder (2018)             |           |
| Mads Andersen                               | 27. november 2000  | Herning CK Elite (2020)                  |           |
| Simon Bak                                   | 12. februar 2000   | Cykling Odense (2021)                    |           |
| Nicolai Brøchner (1. jan.–30. maj)          | 4. juli 1993       | Riwal Readynez (2019)                    |           |
| Stein-Erik Eriksen                          | 30. juli 1996      | Team Coop (2020)                         |           |
| Joshua Gudnitz                              | 19. august 2001    | BHS-PL Beton Bornholm (2021)             |           |
| Sebastian Kolze Changizi (1. jan.–31. jul.) | 29. december 2000  | AURA Energi-JS.dk (2019)                 |           |
| Mads Østergaard Kristensen                  | 26. januar 1998    | Herning CK Elite (2019)                  |           |
| Lukas Lund Sørensen                         | 19. februar 2003   | Team Mascot Workwear (2021)              |           |
| Matias Malmberg                             | 31. august 2000    | IBT-BH Carl Ras (2021)                   |           |
| Frederik Muff                               | 2. august 1993     | BHS-PL Beton Bornholm (2020)             |           |
| Oliver Søndergaard                          | 19. juni 2003      | Team Mascot Workwear (2021)              |           |
| Frederik Bjørn Sørensen                     | 18. maj 2003       | Team NPV-Carl Ras Roskilde Junior (2021) |           |
| Jesper Schultz (1. mar.–31. dec.)           | 27. februar 1996   | Riwal Cycling Team (2021)                |           |
| Karl Hjøllund Klinge (1. jun.–31. dec.)     | 21. september 1998 | Middelfart Cykel Club (2022)             |           |
|                                             |                    |                                          |           |
| Kilde: ProCyclingStats                      |                    |                                          |           |

#### Sejre
| 27. mar. | Meldgaardløbet                                 | NE   | Mads Andersen            |
| 9. apr.  | CC Hillerød Grand Prix                         | NE   | Sebastian Kolze Changizi |
| 15. apr. | Tour du Loir-et-Cher, 3. etape                 | 2.2  | Jeppe Aaskov Pallesen    |
| 28. maj  | Flèche du Sud, 4. etape                        | 2.2  | Sebastian Kolze Changizi |
| 5. jun.  | Campione Pinse Cup, 2. etape                   | NE   | Joshua Gudnitz           |
| 6. jun.  | Campione Pinse Cup, 3. etape                   | NE   | Matias Malmberg          |
| 18. jun. | Danske mesterskab i enkeltstart for U23 herrer | NC   | Matias Malmberg          |
| 29. jul. | Kreiz Breizh Elites, 1. etape                  | 2.2  | ColoQuick                |
| 3. sep.  | Flanders Tomorrow Tour, 3. a etape             | 2.2U | Matias Malmberg          |
| 1. okt.  | DM i holdløb – herrer                          | NC   | ColoQuick                |

### 2021
| Trup 2021                  | Trup 2021         | Trup 2021                                | Trup 2021 |
| Rytter                     | Fødselsdag        | Seneste hold                             |           |
| -------------------------- | ----------------- | ---------------------------------------- | --------- |
| Jeppe Aaskov Pallesen      | 17. juli 1997     | Team OK Kvickly Odder (2018)             |           |
| Kasper Andersen            | 1. juli 2002      | Team NPV-Carl Ras Roskilde Junior (2020) |           |
| Mads Andersen              | 27. november 2000 | Herning CK Elite (2020)                  |           |
| Nicolai Brøchner           | 4. juli 1993      | Riwal Readynez (2019)                    |           |
| Stein-Erik Eriksen         | 30. juli 1996     | Team Coop (2020)                         |           |
| Oliver Wulff Frederiksen   | 11. oktober 2000  | Waoo (2019)                              |           |
| Christian Spang Kjeldsen   | 14. august 2002   | Team Mascot Workwear (2020)              |           |
| Sebastian Kolze Changizi   | 29. december 2000 | AURA Energi-JS.dk (2019)                 |           |
| Mads Østergaard Kristensen | 26. januar 1998   | Herning CK Elite (2019)                  |           |
| William Blume Levy         | 14. januar 2001   | Team NPV-Carl Ras Roskilde Junior (2019) |           |
| Frederik Muff              | 2. august 1993    | BHS-PL Beton Bornholm (2020)             |           |
| Alexander Salby            | 4. juni 1998      | BHS-Almeborg Bornholm (2017)             |           |
| Aksel Bech Skot-Hansen     | 11. juni 2000     | Team Mascot Workwear (2018)              |           |
|                            |                   |                                          |           |
| Kilde: ProCyclingStats     |                   |                                          |           |

#### Sejre
| 2. apr. | #HurtigJoakimLøbet          | Alexander Salby          |                            |
| 4. apr. | Karma Easter Race           | Oliver Wulff Frederiksen |                            |
| 5. apr. | Bache Grand Prix            | William Blume Levy       |                            |
| 13. maj | PI linjeløb                 | Oliver Wulff Frederiksen |                            |
| 29. maj | Grand Prix Herning          | 1.2                      | Mads Østergaard Kristensen |
| 1. aug. | Demin Cup, 3. etape         | DCU licensløb            | Alexander Salby            |
| 6. aug. | Randers Bike Week, 2. etape | Nicolai Brøchner         |                            |
| 7. aug. | Randers Bike Week, 3. etape | Nicolai Brøchner         |                            |
| 8. aug. | Randers Bike Week           | William Blume Levy       |                            |
| 3. okt. | Gylne Gutuer                | 1.2                      | William Blume Levy         |
| 3. okt. | Demin Cup                   | DCU licensløb            | Alexander Salby            |

### 2020
| Trup 2020                                | Trup 2020         | Trup 2020                                          | Trup 2020 |
| Rytter                                   | Fødselsdag        | Seneste hold                                       |           |
| ---------------------------------------- | ----------------- | -------------------------------------------------- | --------- |
| Jeppe Aaskov Pallesen                    | 17. juli 1997     | Team OK Kvickly Odder (2018)                       |           |
| Andreas Aidel Brixen                     | 8. april 1996     | Team OK Kvickly Odder (2019)                       |           |
| Anthon Charmig                           | 25. marts 1998    | AURA Energi-JS.dk (2019)                           |           |
| Oliver Wulff Frederiksen                 | 11. oktober 2000  | Waoo (2019)                                        |           |
| Sebastian Kolze Changizi                 | 29. december 2000 | AURA Energi-JS.dk (2019)                           |           |
| Mads Østergaard Kristensen               | 26. januar 1998   | Herning CK Elite (2019)                            |           |
| William Blume Levy                       | 14. januar 2001   | Team NPV-Carl Ras Roskilde Junior (2019)           |           |
| Daniel Lyhne                             | 3. marts 1996     | Vejle Cykel Klub (2016)                            |           |
| Steffen Christiansen                     | 2. november 1994  | BHS-Almeborg Bornholm (2017)                       |           |
| Johan Price-Pejtersen (1. jan.–31. jul.) | 26. maj 1999      | Team Børkop Cykler-Carl Ras Roskilde Junior (2017) |           |
| Rasmus Lund Pedersen                     | 9. juli 1998      | Team Børkop Cykler-Carl Ras Roskilde Junior (2016) |           |
| Alexander Salby                          | 4. juni 1998      | BHS-Almeborg Bornholm (2017)                       |           |
| Aksel Bech Skot-Hansen                   | 11. juni 2000     | Team Mascot Workwear (2018)                        |           |
| Frederik Wandahl                         | 9. maj 2001       | Team NPV-Carl Ras Roskilde Junior (2019)           |           |
| Nicolai Brøchner                         | 4. juli 1993      | Riwal Readynez (2019)                              |           |
| Stein-Erik Eriksen (30. jun.–31. dec.)   | 30. juli 1996     | Bærum OCK (2018)                                   |           |
|                                          |                   |                                                    |           |
| Kilde: ProCyclingStats                   |                   |                                                    |           |

### 2019
| Trup 2019                             | Trup 2019          | Trup 2019                                          | Trup 2019 |
| Rytter                                | Fødselsdag         | Seneste hold                                       |           |
| ------------------------------------- | ------------------ | -------------------------------------------------- | --------- |
| Jeppe Aaskov Pallesen                 | 17. juli 1997      | Team OK Kvickly Odder (2018)                       |           |
| Casper von Folsach                    | 30. marts 1993     | Giant-Castelli (2017)                              |           |
| Jacob Hindsgaul                       | 14. juli 2000      | Herning CK Junior (2018)                           |           |
| Morten Hulgaard                       | 23. august 1998    | BHS-Almeborg Bornholm (2018)                       |           |
| Julius Johansen                       | 13. september 1999 | Team Børkop Cykler-Carl Ras Roskilde Junior (2017) |           |
| Mathias Krigbaum                      | 3. februar 1995    | Waoo (2018)                                        |           |
| Niklas Larsen                         | 22. marts 1997     | Waoo (2018)                                        |           |
| Daniel Lyhne                          | 3. marts 1996      | Vejle Cykel Klub (2016)                            |           |
| Frederik Rodenberg                    | 22. januar 1998    | Giant-Castelli (2017)                              |           |
| Christian Moberg (1. jan.–30. jun.)   | 13. november 1987  | Virtu Pro-Veloconcept (2016)                       |           |
| Steffen Christiansen                  | 2. november 1994   | BHS-Almeborg Bornholm (2017)                       |           |
| Rasmus Lund Pedersen                  | 9. juli 1998       | Team Børkop Cykler-Carl Ras Roskilde Junior (2016) |           |
| Johan Price-Pejtersen                 | 26. maj 1999       | Team Børkop Cykler-Carl Ras Roskilde Junior (2017) |           |
| Alexander Salby                       | 4. juni 1998       | BHS-Almeborg Bornholm (2017)                       |           |
| Aksel Bech Skot-Hansen                | 11. juni 2000      | Team Mascot Workwear (2018)                        |           |
| Stein-Erik Eriksen (7. feb.–31. dec.) | 30. juli 1996      | Bærum OCK (2018)                                   |           |
|                                       |                    |                                                    |           |
| Kilde: ProCyclingStats                |                    |                                                    |           |

#### Sejre
| 1. maj   | Eschborn-Frankfurt U23                              | 1.2U | Frederik Rodenberg    |
| 4. maj   | GP Himmerland Rundt                                 | 1.2  | Niklas Larsen         |
| 5. maj   | Rent Liv Løbet Skive                                | 1.2  | Frederik Rodenberg    |
| 22. jun. | Danske mesterskab i enkeltstart for U23 herrer      | NC   | Johan Price-Pejtersen |
| 23. jun. | Danske mesterskab i landevejscykling for U23 herrer | NC   | Frederik Rodenberg    |
| 25. aug. | Danmark Rundt, Samlede stilling                     | 2.HC | Niklas Larsen         |
| 7. sep.  | Lillehammer Grand Prix                              | 1.2  | Niklas Larsen         |

### 2018
| Trup 2018              | Trup 2018          | Trup 2018                                          | Trup 2018 |
| Rytter                 | Fødselsdag         | Seneste hold                                       |           |
| ---------------------- | ------------------ | -------------------------------------------------- | --------- |
| Rune Almindsø          | 21. november 1995  | Næstved Bicycle Club (2014)                        |           |
| Steffen Christiansen   | 2. november 1994   | BHS-Almeborg Bornholm (2017)                       |           |
| Casper von Folsach     | 30. marts 1993     | Giant-Castelli (2017)                              |           |
| Anders Hardahl         | 3. maj 1996        | Virtu Pro-Veloconcept (2016)                       |           |
| Julius Johansen        | 13. september 1999 | Team Børkop Cykler-Carl Ras Roskilde Junior (2017) |           |
| Mathias Larsen         | 2. maj 1999        | Team Børkop Cykler-Carl Ras Roskilde Junior (2017) |           |
| Daniel Lyhne           | 3. marts 1996      | Vejle Cykel Klub (2016)                            |           |
| Christian Moberg       | 13. november 1987  | Virtu Pro-Veloconcept (2016)                       |           |
| Johan Price-Pejtersen  | 26. maj 1999       | Team Børkop Cykler-Carl Ras Roskilde Junior (2017) |           |
| Frederik Rodenberg     | 22. januar 1998    | Giant-Castelli (2017)                              |           |
| Alexander Salby        | 4. juni 1998       | BHS-Almeborg Bornholm (2017)                       |           |
| Jonas Vingegaard       | 10. december 1996  | Odder Cykel Klub (2016)                            |           |
| Emil Vinjebo           | 24. marts 1994     | Giant-Castelli (2017)                              |           |
| Rasmus Bøgh Wallin     | 2. januar 1996     | Soigneur-Copenhagen (2016)                         |           |
|                        |                    |                                                    |           |
| Kilde: ProCyclingStats |                    |                                                    |           |

#### Sejre
| 14. apr. | Tour du Loir-et-Cher, 4. etape                      | 2.2 | Emil Vinjebo       |
| 29. apr. | Rent Liv Løbet Skive                                | 1.2 | Rasmus Bøgh Wallin |
| 10. jun. | Danske mesterskab i landevejscykling for U23 herrer | NC  | Julius Johansen    |
| 26. aug. | Ronde van Midden-Nederland                          | 1.2 | Casper von Folsach |

### 2017
| Trup 2017                                | Trup 2017          | Trup 2017                            | Trup 2017 |
| Rytter                                   | Fødselsdag         | Seneste hold                         |           |
| ---------------------------------------- | ------------------ | ------------------------------------ | --------- |
| Rune Almindsø                            | 21. november 1995  | Næstved Bicycle Club (2014)          |           |
| Louis Bendixen                           | 23. juni 1995      | Team ABC Elite (2015)                |           |
| Anders Hardahl                           | 3. maj 1996        | Virtu Pro-Veloconcept (2016)         |           |
| Dennis Herforth                          | 26. september 1982 |                                      |           |
| Magnus Bak Klaris                        | 23. januar 1996    | SEG Racing Academy (2016)            |           |
| Mathias Krigbaum                         | 3. februar 1995    | Christina Jewelry Pro Cycling (2016) |           |
| Daniel Lyhne                             | 3. marts 1996      | Vejle Cykel Klub (2016)              |           |
| Christian Moberg                         | 13. november 1987  | Virtu Pro-Veloconcept (2016)         |           |
| Martin Mortensen                         | 5. november 1984   | ONE Pro Cycling (2016)               |           |
| Jesper Odgaard Nielsen                   | 7. juli 1984       | Blue Water (2012)                    |           |
| Jesper Schultz                           | 27. februar 1996   | Almeborg-Bornholm (2016)             |           |
| Torkil Veyhe                             | 9. januar 1990     | WeBike-CK Aarhus (2016)              |           |
| Jonas Vingegaard                         | 10. december 1996  | Odder Cykel Klub (2016)              |           |
| Rasmus Bøgh Wallin                       | 2. januar 1996     | Soigneur-Copenhagen (2016)           |           |
|                                          |                    |                                      |           |
| Kilder: ProCyclingStats Cycling Archives |                    |                                      |           |

### 2016
| Cykelrytter                | Født                       | Nationalitet | Hold 2015           |
| -------------------------- | -------------------------- | ------------ | ------------------- |
| Rune Almindsø              | 21. november 1995 (29 år)  | Danmark      | ColoQuick           |
| Hampus Anderberg           | 25. maj 1996 (28 år)       | Sverige      | Bliz-Merida         |
| Louis Bendixen             | 23. juni 1995 (29 år)      | Danmark      | ABC Elite           |
| Kristian Haugaard          | 27. februar 1991 (34 år)   | Danmark      | Leopard Development |
| Dennis Herforth Jensen     | 26. september 1982 (42 år) | Danmark      | ColoQuick           |
| Maximilian Hoffmann        | 26. februar 1997 (28 år)   | Danmark      |                     |
| Gustav Larsson             | 20. september 1980 (44 år) | Sverige      | Cult Energy         |
| Christian Nyvang Lund      | 27. december 1994 (30 år)  | Danmark      | ColoQuick           |
| Jacob Gye Madsen           | 23. november 1989 (35 år)  | Danmark      | ColoQuick           |
| Jesper Odgaard Nielsen     | 7. juli 1984 (40 år)       | Danmark      | ColoQuick           |
| Alex Rasmussen             | 9. juni 1984 (40 år)       | Danmark      | Trefor-Blue Water   |
| Jimmi Sørensen             | 7. november 1990 (34 år)   | Danmark      | ColoQuick           |
| Jonas Vingegaard Rasmussen | 10. december 1996 (28 år)  | Danmark      | Odder CK            |
| Aske Vorre                 | 24. maj 1993 (31 år)       | Danmark      | ColoQuick           |
| Frederik Wilmann           | 17. juli 1985 (39 år)      | Norge        | Ringeriks-Kraft     |

## Danmarksmestre
2015
 U23-Danmarkarksmester i enkeltstart, Mads Würtz